# Lepturinae
Lepturinae is een onderfamilie van kevers uit de familie van de boktorren (Cerambycidae). Het bevat ongeveer 150 geslachten met een kosmopolitische verspreiding, met de grootste diversiteit in het noordelijk halfrond.

## Geslachten
- Tribus Caraphiini N. Ohbayashi, Lin & Yamasako, 2016[1]
  - Caraphia Gahan, 1906[2]
- Tribus Desmocerini Blanchard, 1845
  - Desmocerus Audinet-Serville, 1835
- Tribus Encyclopini LeConte, 1873
  - Encyclops Newman, 1838
  - Leptalia LeConte, 1873
- Tribus Lepturini Latreille, 1802[3]
  - Leptura Linnaeus, 1758
  - Acanthoptura Fairmaire, 1894
  - Alosterna Mulsant, 1863
  - Alosternida Podaný, 1961
  - Analeptura Linsley & Chemsak, 1976
  - Anastrangalia Casey, 1924
  - Anoplodera Mulsant, 1839
  - Asilaris Pascoe, 1866
  - Bellamira LeConte, 1873
  - Blosyropus Redtenbacher, 1868
  - Brachyleptura Casey, 1913
  - Carlandrea Sama & Rapuzzi, 1999
  - Cerrostrangalia Hovore & Chemsak, 2005
  - Charisalia Casey, 1913
  - Chontalia Bates, 1872
  - Choriolaus Bates, 1885
  - Corennys Bates, 1884
  - Cornumutila Letzner, 1844
  - Cosmosalia Casey, 1913
  - Cyphonotida Casey, 1913
  - Davidiella Holzschuh, 2011
  - Dokhtouroffia Ganglbauer, 1886
  - Dorcasina Casey, 1913
  - Elacomia Heller, 1916
  - Emeileptura Holzschuh, 1991
  - Ephies Pascoe, 1866
  - Etorofus Matsushita, 1933
  - Eurylemma Chemsak & Linsley, 1974
  - Euryptera Lepeletier & Audinet-Serville in Latreille, 1828
  - Eustrangalis Bates, 1884
  - Formosopyrrhona Hayashi, 1957
  - Fortuneleptura Villiers, 1979
  - Gahanaspia N. Ohbayashi, 2014
  - Gerdianus Holzschuh, 2011
  - Gnathostrangalia Hayashi & Villiers, 1985
  - Grammoptera Dejean, 1835
  - Hayashiella Vives & Ohbayashi N., 2001
  - Houzhenzia Ohbayashi N. & Lin, 2012
  - Idiopidonia Swaine & Hopping, 1928
  - Idiostrangalia Nakane & Ohbayashi, 1957
  - Ischnostrangalis Ganglbauer, 1890
  - Japanostrangalia Nakane & Ohbayashi, 1959
  - Judolia Mulsant, 1863
  - Judolidia Plavilstshikov, 1936
  - Kanekoa Matsushita & Tamanuki, 1942
  - Katarinia Holzschuh, 1991
  - Kirgizobia Danilevsky, 1992
  - Konoa Matsushita, 1933
  - Laoleptura Ohbayashi N., 2008
  - Leptochoriolaus Chemsak & Linsley, 1976
  - Leptostrangalia Nakane & Ohbayashi, 1959
  - Lepturalia Reitter, 1912
  - Lepturobosca Reitter, 1912
  - Lepturopsis Linsley & Chemsak, 1976
  - Lycidocerus Chemsak & Linsley, 1976
  - Lycochoriolaus Linsley & Chemsak, 1976
  - Lycomorphoides Linsley, 1970
  - Lygistopteroides Linsley & Chemsak, 1971
  - Macrochoriolaus Linsley, 1970
  - Megachoriolaus Linsley, 1970
  - Meloemorpha Chemsak & Linsley, 1976
  - Metalloleptura Gressitt & Rondon, 1970
  - Metastrangalis Hayashi, 1960
  - Mimiptera Linsley, 1961
  - Mimostrangalia Nakane & Ohbayashi, 1957
  - Montrouzierina Vives & al., 2011
  - Mordellistenomimus Chemsak & Linsley, 1976
  - Munamizoa Matsushita & Tamanuki, 1940
  - Nakanea Ohbayashi, 1963
  - Nanostrangalia Nakane & Ohbayashi, 1959
  - Nemognathomimus Chemsak & Linsley, 1976
  - Neoalosterna Podaný, 1961
  - Neobellamira Swaine & Hopping, 1928
  - Neoleptura Thomson, 1861
  - Neopiciella Sama, 1988
  - Nivellia Mulsant, 1863
  - Nivelliomorpha Boppe, 1921
  - Nustera Villiers, 1974
  - Ocalemia Pascoe, 1858
  - Oedecnema Dejean, 1835
  - Ohbayashia Hayashi, 1958
  - Orthochoriolaus Linsley & Chemsak, 1976
  - Ortholeptura Casey, 1913
  - Pachypidonia Gressitt, 1935
  - Pachytodes Pic, 1891
  - Paktoxotus Holzschuh, 1974
  - Paranaspia Matsushita & Tamanuki, 1940
  - Paraocalemia Vives, 2001
  - Parastrangalis Ganglbauer, 1890
  - Pedostrangalia Sokolov, 1896
  - Platerosida Linsley, 1970
  - Pseudalosterna Plavilstshikov, 1934
  - Pseudoparanaspia Hayashi, 1977
  - Pseudophistomis Linsley & Chemsak, 1971
  - Pseudostrangalia Swaine & Hopping, 1928
  - Pseudotypocerus Linsley & Chemsak, 1971
  - Pseudovadonia Lobanov, Danilevsky & Murzin, 1981
  - Pygoleptura Linsley & Chemsak, 1976
  - Pygostrangalia Pic, 1954
  - Pyrocalymma Thomson, 1864
  - Pyrocorennys N. Ohbayashi & Niisato, 2009
  - Pyrrhona Bates, 1884
  - Rapuzziana Danilevsky, 2006
  - Rutpela Nakane & Ohbayashi, 1957
  - Saligranta Chou & N. Ohbayashi, 2011
  - Shimomuraia Hayashi & Villiers, 1989
  - Sinopidonia Holzschuh, 1999
  - Sinostrangalis Hayashi, 1960
  - Solaia Sama, 2003
  - Stenelytrana Gistel, 1848
  - Stenoleptura Gressitt, 1935
  - Stenostrophia Casey, 1913
  - Stenurella Villiers, 1974
  - Stictoleptura Casey, 1924
  - Strangalepta Casey, 1913
  - Strangalia Dejean, 1835
  - Strangalidium Giesbert, 1997
  - Strangalomorpha Solsky, 1872
  - Strophiona Casey, 1913
  - Teratoleptura N. Ohbayashi, 2008
  - Thrangalia Holzschuh, 1995
  - Trachysida Casey, 1913
  - Trigonarthris Haldeman, 1847
  - Turnaia Holzschuh, 1993
  - Typocerus LeConte, 1850
  - Vadonia Mulsant, 1863
  - Xenophyrama Bates, 1884
  - Xestoleptura Casey, 1913
- Tribus Oxymirini Danilevsky, 1997
  - Oxymirus Mulsant, 1862
  - Neoxymirus Miroshnikov, 2013
- Tribus Rhagiini Kirby, 1837
  - Rhagium Fabricius, 1775
  - Acapnolymma Gressitt & Rondon, 1970
  - Acmaeops LeConte, 1850
  - Acmaeopsoides Linsley & Chemsak, 1976
  - Akimerus Audinet-Serville, 1835
  - Anthophylax LeConte, 1850
  - Apiocephalus Gahan, 1898
  - Brachysomida Casey, 1913
  - Brachyta Fairmaire, 1868
  - Carilia Mulsant, 1863
  - Centrodera LeConte, 1850
  - Comacmaeops Linsley & Chemsak, 1972
  - Cortodera Mulsant, 1863
  - Dinoptera Mulsant, 1863
  - Enoploderes Faldermann, 1837
  - Euracmaeops Danilevsky, 2014
  - Evodinellus Plavilstshikov, 1915
  - Evodinus LeConte, 1850
  - Fallacia Mulsant & Rey, 1863
  - Gaurotes LeConte, 1850
  - Gaurotina Ganglbauer, 1890
  - Heffernia Vives, 2001
  - Japanocorus Danilevsky, 2012
  - Lemula Bates, 1884
  - Macropidonia Pic, 1902
  - Metacmaeops Linsley & Chemsak, 1972
  - Neanthophylax Linsley & Chemsak, 1972
  - Pachyta Dejean, 1821
  - Pachytella Heyrovsky, 1969
  - Paragaurotes Plavilstshikov, 1921
  - Pidonia Mulsant, 1863
  - Piodes LeConte, 1850
  - Pseudodinoptera Pic, 1900
  - Pseudogaurotina Plavilstshikov, 1958
  - Pseudosieversia Pic, 1902
  - Rhondia Gahan, 1906
  - Sivana Strand, 1942
  - Stenocorus Geoffroy, 1762
  - Tomentgaurotes Podaný, 1962
  - Toxotinus Bates, 1884
  - Toxotomimus Heller, 1917
  - Xenoleptura Danilevsky, Lobanov & Murzin, 1981
- Tribus Rhamnusiini Sama, 2009
  - Rhamnusium Latreille, 1829
  - Neorhamnusium Hayashi, 1976
- Tribus Sachalinobiini Danilevsky, 2010
  - Sachalinobia Jakobson, 1899
- Tribus Teledapini Pascoe, 1871
  - Teledapus Pascoe, 1871
  - Parateledapus Miroshnikov, 2000
  - Teledapalpus Miroshnikov, 2000
- Tribus Xylosteini Reitter, 1913
  - Xylosteus Frivaldszky, 1838
  - Chiangshunania Bi & N. Ohbayashi, 2014
  - Leptorhabdium Kraatz, 1879
  - Notorhabdium Ohbayashi & Shimomura, 1986
  - Palaeoxylosteus Ohbayashi & Shimomura, 1986
  - Peithona Gahan, 1906
  - Pseudoxylosteus Sama, 1993

niet meer geaccepteerde namen
- Anisorus Mulsant, 1862 = Stenocorus
- Aredolpona Nakane & Ohbayashi, 1957 = Stictoleptura
- Macroleptura Nakane & Ohbayashi, 1957 = Leptura
- Noctileptura Chemsak & Linsley, 1984 = Caraphia[1]
- Paracorymbia Miroshnikov, 1998 = Stictoleptura
- Taiwanocarilia Hayashi, 1983 = Cortodera